# Rombeggiato
Rombeggiato è un termine utilizzato in araldica per indicare un campo o pezza, ripieno di rombi, accollati ed appuntati, ai quali si possono dare le varie direzioni araldiche.
È spesso usato anche il termine losangato. I rombi, o le losanghe, possono essere sia di forma appuntita che quadrata. Per blasonare correttamente un losangato occorre precisare se le losanghe (o rombi) sono allungate nel senso della fascia, del palo, della banda o della sbarra; per indicarne la quantità è utile precisare il numero di trinciature e tagliature necessarie per ottenerlo.

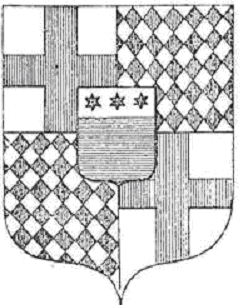
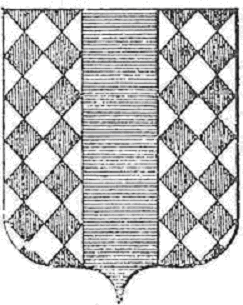
Rombeggiato d'argento e d'azzurro (Tubre)
Rombeggiato d'azzurro e d'argento di 5 trinciature e 5 tagliature (Bretten, Germania)
Losangato d'oro e d'azzurro, alla fascia d'argento, attraversante (Chaffois, Francia)
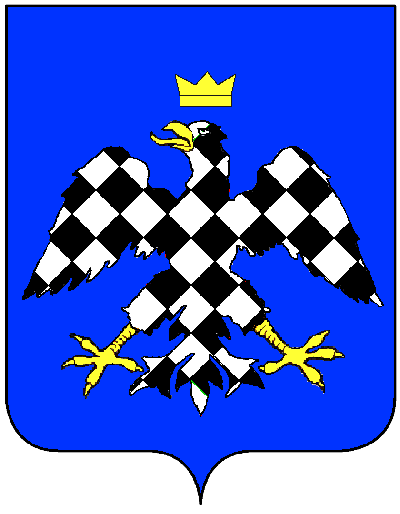
Aquila losangata d'argento e di nero (famiglia Ghezzi di Ravenna)
Banda losangata d'oro e di verde